# مانويل برافو باريديس
مانويل برافو باريديس (بالإسبانية: Manuel Bravo Paredes)‏ هو لاعب كرة قدم ومدرب كرة قدم تشيلي، ولد في 17 فبراير 1897، وتوفي في 1973.

## وصلات خارجية
- مانويل برافو باريديس على موقع الاتحاد الدولي (مؤرشف)  (الإنجليزية)
- مانويل برافو باريديس على موقع قاعدة بيانات كرة القدم.إي يو (الإنجليزية)
- مانويل برافو باريديس على موقع ناشيونال فوتبول تيمز (الإنجليزية)
- مانويل برافو باريديس على موقع عالم كرة القدم.نت (الإنجليزية)
- مانويل برافو باريديس على موقع أوليمبيديا (الإنجليزية)